# Huberville
Huberville – miejscowość i gmina we Francji, w regionie Normandia, w departamencie Manche.
Według danych na rok 1990 gminę zamieszkiwało 241 osób, a gęstość zaludnienia wynosiła 42 osoby/km² (wśród 1815 gmin Dolnej Normandii Huberville plasuje się na 649. miejscu pod względem liczby ludności, natomiast pod względem powierzchni na miejscu 820.).